# William Gordon, II conte di Aberdeen
William Gordon, II conte di Aberdeen (22 dicembre 1679 – Edimburgo, 30 marzo 1745), è stato un nobile e politico scozzese.

## Biografia
Era il figlio di George Gordon, I conte di Aberdeen, e di sua moglie, Anne Lockhart.

## Carriera politica
Ha ricoperto la carica di deputato per Aberdeenshire (1708-1709). Siccome suo fratello maggiore morì nel 1691, egli succedette al padre nel 1720 e un anno dopo è stato eletto come rappresentante pari per la Camera dei lord.

## Matrimoni

### Primo Matrimonio
Sposò, il 23 aprile 1708, Lady Mary Leslie, figlia di David Leslie, V conte di Leven, e di Anne Wemyss. Ebbero due figlie:
- Lady Anne Gordon (17 gennaio 1709-15 aprile 1755), sposò William Dalrymple-Crichton, V conte di Dumfries, ebbero un figlio;
- Mary Gordon (27 gennaio 1710-1º febbraio 1710).

### Secondo Matrimonio
Sposò, il 25 aprile 1716, Lady Susan Murray, figlia di John Murray, I duca di Atholl, e di Lady Catherine Hamilton. Ebbero quattro figli:
- Lady Catherine Gordon (20 ottobre 1718-10 dicembre 1779), sposò in prime nozze Cosmo Gordon, III duca di Gordon, ebbero sei figli, sposò in seconde nozze Staats Long Morris, non ebbero figli;
- Lady Susan Gordon (1719-1725);
- George Gordon, III conte di Aberdeen (19 giugno 1722-13 agosto 1801);
- Lord John Gordon (1723-1727).

### Terzo Matrimonio
Sposò, il 9 dicembre 1729, Lady Anne Gordon, figlia di Alexander Gordon, II duca di Gordon, e di Lady Henrietta Mordaunt. Ebbero sei figli:
- Lord William Gordon (1730-1816);
- Lord Cosmo Gordon (1731-1783);
- Lord Alexander Gordon (1739-1792), sposò Anne Duff, ebbero dieci figli;
- Lord Charles Gordon (1740-1771);
- Lady Henrietta Gordon (1741-?), sposò Robert Gordon, XIV Hallhead, ebbero tre figli;
- Lady Elizabeth Gordon (1742).

## Morte
Morì il 30 marzo 1745, a 65 anni, a Edimburgo.
| Controllo di autorità | VIAF (EN) 66323394 · ISNI (EN) 0000 0000 4730 5320 · LCCN (EN) nr91017773 |